# Wood & Stock
Wood & Stock são personagens fictícios de histórias em quadrinhos humorísticas criados pelo cartunista Angeli. As histórias tratam de dois hippies cabeludões que passam o dia inteiro ouvindo Bob Dylan, Janis Joplin e Beatles enquanto lembram do passado regado a muito sexo, drogas e rock'n'roll. Agora, carecas e barrigudos, eles só fumam cigarros de orégano, mas o espírito de paz e amor está mais vivo do que nunca. Nas histórias dos dois velhos "ripongas" também aparecem os personagens Overall e Lady Jane - o filho e a esposa de Wood -, que juntos, mostram uma família nada convencional. Lady Jane e Wood são os pais doidões, e Overall é o filho do casal quem tenta colocar alguma ordem nesta casa que respira o ar dos anos 60 e 70 e que abomina as ideias do pai.

## Outras mídias
Os personagens, apesar de não serem os mais conhecidos de Angeli, ganharam um longa metragem de animação chamado Wood & Stock: Sexo, Orégano e Rock'n'Roll, em que também dividiam a cena com a "porralouca" Rê Bordosa e outros personagens de Angeli.